# フェニレン

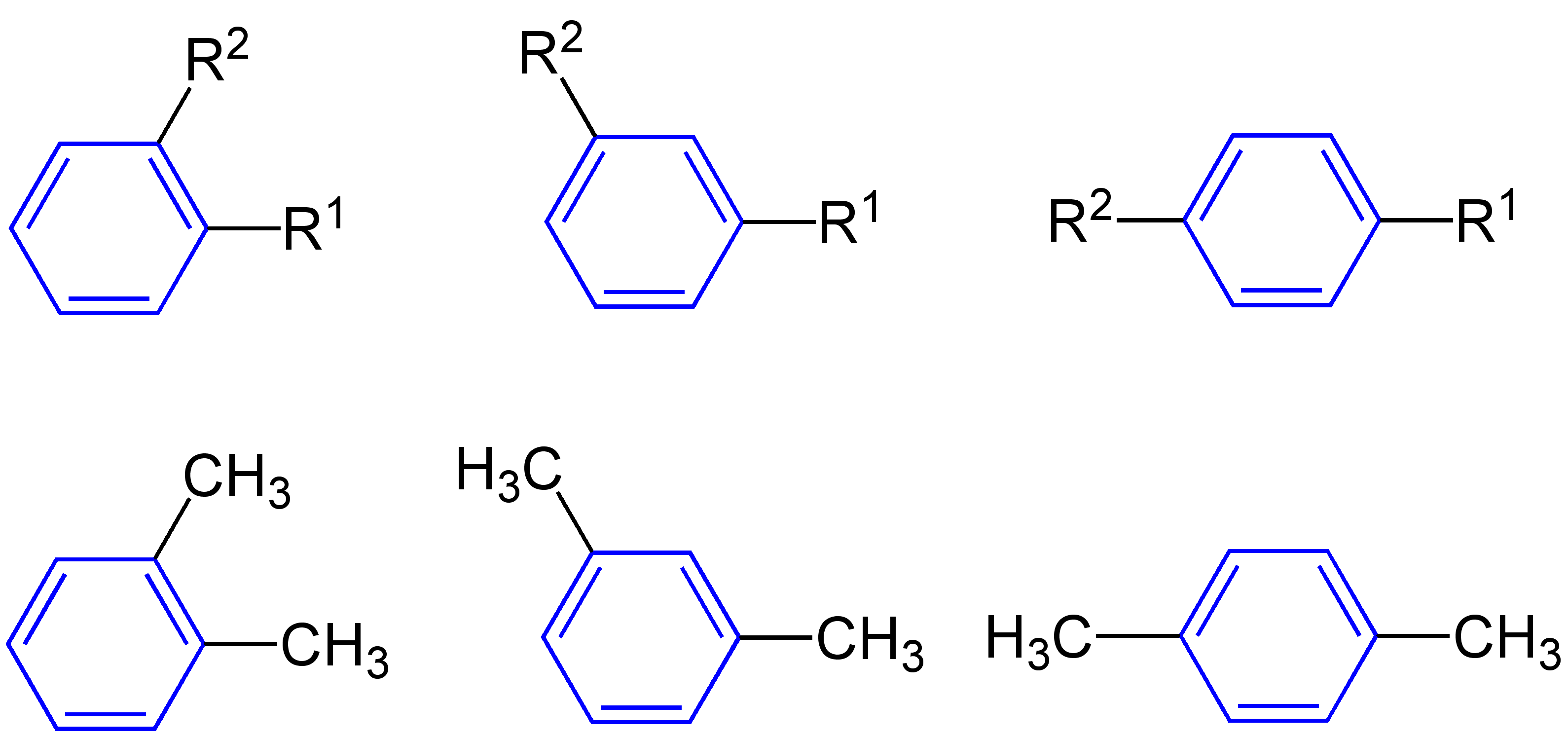
フェニレン類の構造。青色がベンゼン環。上段左から右に、オルト（o-）フェニレン、メタ（m-）フェニレン、パラ（p-）フェニレン。下段はキシレン。

フェニレン(Phenylene)は、二置換のベンゼン環（アリレン）である。例えば、ポリ(p-フェニレン)は、p-フェニレンの繰り返し単位から構成されるポリマーである。